# 關西街
關西街為台灣日治時期1943年至1945年間存在之行政區，轄屬新竹州新竹郡，其前身為1920年10年設立的關西庄。關西街的範圍為今新竹縣關西鎮。

## 行政區劃
關西街的行政區劃在州廳制前的十二廳時期屬新竹廳竹北二堡之水坑庄、茅仔埔庄、坪林庄、上橫坑庄、下橫坑庄、下南片庄、石崗仔庄、大旱坑庄、老焿藔庄、燥坑庄、上南片庄、樸仔溝庄、牛欄河庄、三墩庄、十藔庄、湳湖庄、湖肚庄、十六張庄、老社藔庄、石門庄、新城庄、苧仔園庄、咸菜硼街、店仔崗庄。1920年10月1日，台灣州廳制實施，上述24街庄合併為關西庄，下轄24個大字，「咸菜硼街」亦同時改稱「關西」，為庄役場所在地。1924年5月，新竹郡蕃地所屬之「大竹坑」、「竹頭」（一部份）、「舊馬武督」、「六畜」、「赤柯山」改編入關西庄，成為第25個大字「馬武督」。1943年10月1日，關西庄新埔庄等全台11個庄同時升格為「街」，成為「關西街」，轄區不變。1944年4月1日，新竹郡蕃地馬武督社改劃為關西街的第26個大字「錦山」。
至終戰前，關西街轄域內分為關西、拱子溝、店子岡、十六張、上南片、湖肚、三屯、牛欄河、十寮、湳湖、石門、燥坑、老社寮、苧子園、新城、坪林、上橫坑、下橫坑、下南片、石岡子、老焿寮、大旱坑、水坑、茅子埔、馬武督（1924年新設）、錦山（1944年新設）26個大字。
- 上南片大字下有「南片」、「渡船頭」小字名
- 關西大字下有「關西」、「北門口」小字名
- 店子岡大字下有「高橋坑」、「店子岡」、「崁下」、「深坑」小字名
- 馬武督大字下有「大竹坑」、「赤柯山」、「馬武督」、「六畜」小字名
- 十六張大字下有「十六張」、「暗潭」小字名
- 湳湖大字下有「湳湖」、「十股」、「柑子樹下」小字名
- 三屯大字下有「上三屯」、「下三屯」小字名
- 十寮大字下有「四寮」、「七寮」、「八寮」、「十寮」、「糞箕窩」小字名
- 大旱坑大字下有「大旱坑」、「大東坑」、「小東坑」、「小北坑」、「南坑」小字名[4]

## 設施
- 關西街役場
- 關西郵便局
- 新竹郡警察課關西分室[5]

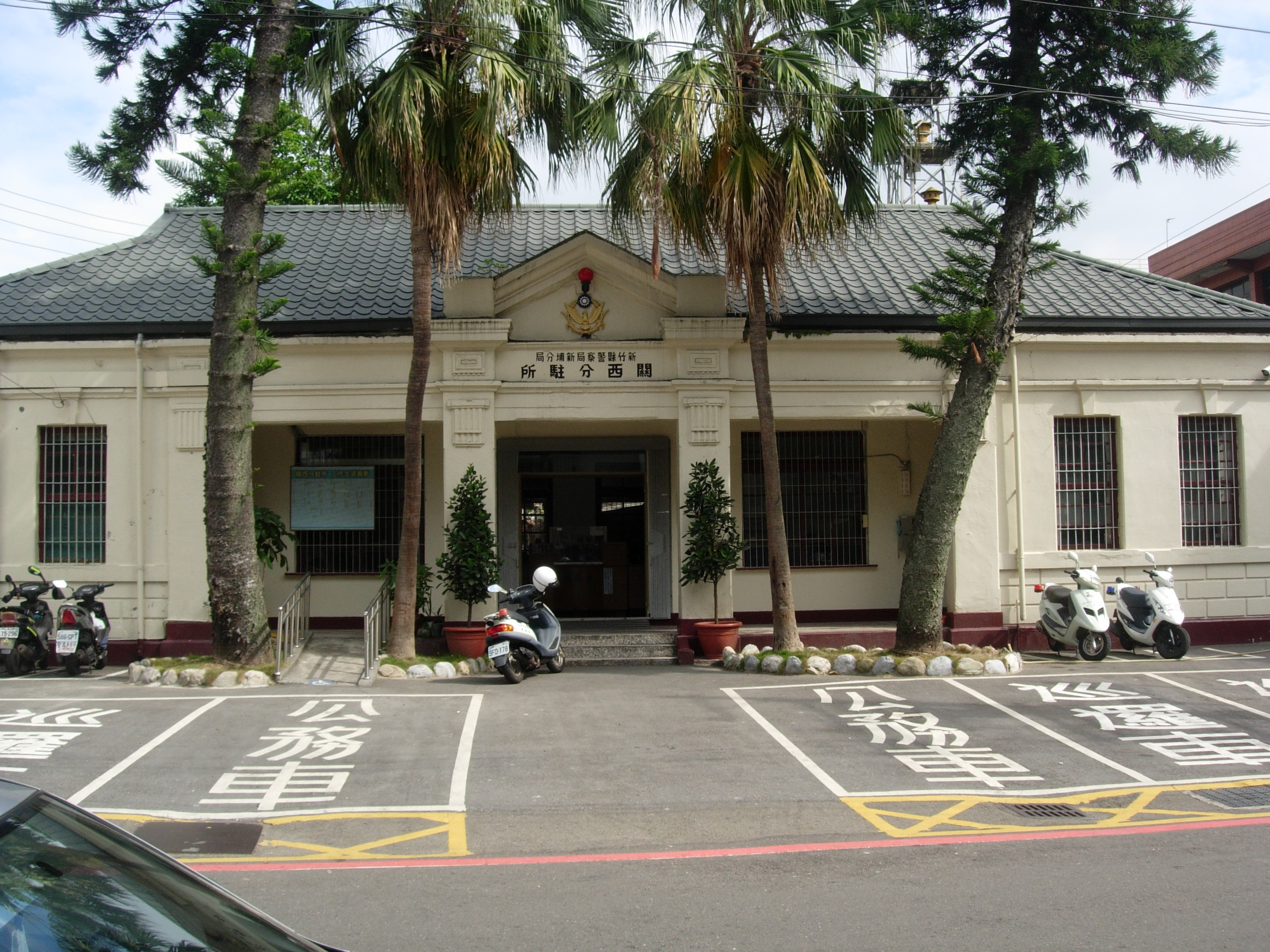
新竹郡警察課關西分室

- - 關西、石岡子、坪林、湖肚、新城、赤柯山派出所
  - 馬武督駐在所
- 關西公學校（關西國小）
- 關西公學校馬武督分教場（錦山國小）
- 石光公學校（今石光國小）
- 關西公學校坪林分教場（坪林國小）
- 關西實踐農林學校（今關西高中）
- 關西信用購買販賣利用組合
- 石光信用購買販賣利用組合
- 關西興業株式會社
- 新城茶葉組合
- 新高茶葉組合
- 朝日茶葉組合
- 福利合資合資會社赤柯山出張所